# ماريو بوهلر
ماريو بوهلر هو لاعب كرة قدم سويسري في مركز الدفاع، ولد في 5 يناير 1992 في إيمين في هولندا. شارك مع منتخب سويسرا تحت 19 سنة لكرة القدم ومنتخب سويسرا تحت 20 سنة لكرة القدم. أما مع النوادي، فقد لعب مع نادي فادوتس ونادي فولن ونادي لوزيرن.

## وصلات خارجية
- ماريو بوهلر على موقع قاعدة بيانات كرة القدم.إي يو (الإنجليزية)
- ماريو بوهلر على موقع Soccerway.com (الإنجليزية)
- ماريو بوهلر على موقع عالم كرة القدم.نت (الإنجليزية)